# Lutzomyia brisolai
Lutzomyia brisolai är en tvåvingeart som beskrevs av Le Pont F., Desjeux P. 1987. Lutzomyia brisolai ingår i släktet Lutzomyia och familjen fjärilsmyggor.
Artens utbredningsområde är Bolivia. Inga underarter finns listade i Catalogue of Life.